# 산토도밍고데로스차칠라스주

산토도밍고데로스차칠라스 주의 위치

산토도밍고데로스차칠라스주(스페인어: Provincia de Santo Domingo de los Tsachilas)는 에콰도르 중부에 위치한 주로 주도는 산토도밍고(산토도밍고데로스콜로라도스)이며 면적은 3,446.65km2, 인구는 368,013명(2010년 기준), 인구 밀도는 110명/km2이다. 2007년 11월 6일에 신설되었으며 2개 지방 자치체를 관할한다. 동쪽과 북쪽으로는 피친차 주, 북서쪽으로는 에스메랄다스 주, 서쪽으로는 마나비 주, 남쪽으로는 로스리오스 주, 남동쪽으로는 코토팍시 주와 접한다.

주기

## 같이 보기
- 에콰도르의 주